# Potencial de equilíbrio
Em uma membrana biológica, o Potencial de Equilíbrio de um íon (também conhecido como Potencial de Nernst ou Potencial de Reversão) é o potencial de membrana em que não há fluxo líquido (no geral) desse íon específico de um lado da membrana para o outro.. O fluxo de qualquer íon inorgânico pela membrana, normalmente impermeáveis aos íons, como sódio (Na+) ou potássio (K+), se dá através de um canal iônico e é conduzido pelo gradiente eletroquímico para aquele íon . Esse gradiente consiste em duas partes: a diferença na concentração desse íon através da membrana e o gradiente de voltagem . Quando estas duas influências se equilibram, o gradiente eletroquímico para o íon é zero e não há fluxo líquido do íon através do canal, uma vez que o fluxo para dentro e para fora da célula se equiparam. Também não há, portanto, nenhuma corrente através da membrana  A voltagem em que esse equilíbrio é alcançado é o Potencial de Equilíbrio para esse íon.

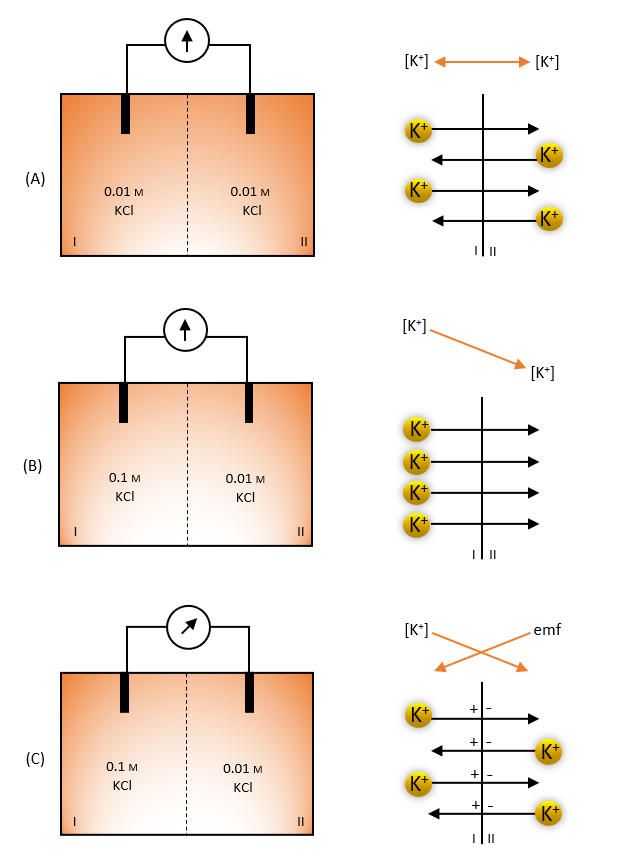
Figura 1. Situação hipotética para demonstração do Potencial de Equilíbrio. Sistema contendo solução com KCl e dividido por uma membrana permeável ao K^{+} e impermeável ao Cl^{-}. (A) Quando os dois lados possuem a mesma concentração de KCl, não há fluxo resultante de K^{+} e, consequentemente, não há diferença de potencial elétrico através da membrana (indicado pela seta apontada para cima no voltímetro).. (B) Se o lado I receber uma concentração 10 vezes maior de KCl, os íons K^{+} poderão se difundir passivamente, a favor do seu gradiente de concentração, para o lado II, que se torna mais positivo em relação ao I. (C) À medida que os íons K^{+} se difundem, a diferença de potencial elétrico através da membrana vai progressivamente aumentando, até que o gradiente elétrico (emf) começa a se opor ao gradiente químico e o sistema entra em equilíbrio

### Medindo o Potencial de Equilíbrio

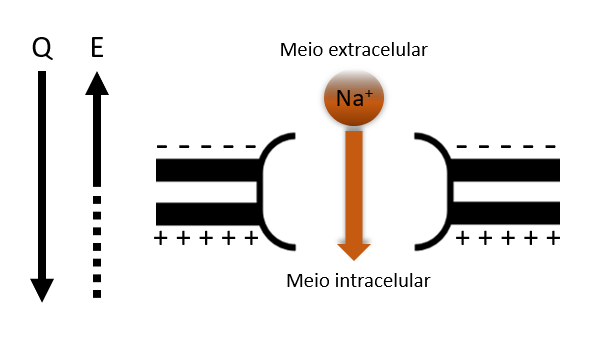
Figura 2. Representação das forças elétrica (E) e química (Q) no experimento para o sódio (Na+). Como convenção para cátions, o vetor E deve apontar para as cargas negativas, sendo o oposto para ânions.. Nesse caso, a força química (Q) atua sobre as cargas positivas, levando o Na+ para dentro da célula Com essa movimentação, surge uma outra força, agora elétrica (E), que aumenta progressivamente até que o equilíbrio estático entre essas forças seja alcançado. Neste momento, a difusão do íon sódio cessa, o que permite a medição do potencial transmembrana de +55mV, ou seja, o Potencial de Equilíbrio do Na+.

Em situação normal, os íons de potássio (K+), sódio (Na+) e cloreto (Cl-), se movem pela membrana através de canais iônicos de vazamento com propriedades e seletividade específicas para cada um deles.. Com base nessas informações, é possível criar situações artificiais, nas quais apenas um dos três tipos de canais estejam ativos, permitindo a movimentação de apenas um íon. Bloqueado os canais de K+ e Cl-, por exemplo, há condutância apenas para o Na+. A movimentação dos íons de Na+ ocorre por um tempo determinado, movida pelas forças exemplificadas na Figura 2, até que estas se equilibrem 
Repetindo o experimento para os outros dois íons, K+ e Cl-, bloqueado, em cada um deles, os outros dois tipos de canais, o potencial medido é de -75mV e -70mV, respectivamente. A partir desses experimentos, entende-se que a difusão líquida de um íon pela membrana existe enquanto a sua força química não for contraposta por uma força elétrica equivalente. A Equação de Nernst determina, portanto, a diferença de potencial (força elétrica) que se opõe completamente ao gradiente de concentração (força de difusão) e é usada quando há uma única condutância na membrana, alcançada nessas situações artificiais criadas para a medição. Se houver várias condutâncias, a Equação de Goldman-Hodgkin-Katz é em geral mais usada.

### Modelos matemáticos
Como exemplo, consideremos um íon carregado positivamente, como K+, e uma membrana carregada negativamente em sua face interna, como é o caso da maioria dos organismos.. A voltagem da membrana se opõe ao fluxo dos íons de potássio para fora da célula e os íons podem deixar a célula somente se tiverem energia térmica suficiente para superar a barreira de energia produzida pela voltagem negativa da membrana . No entanto, esse efeito de polarização pode ser superado por um gradiente de concentração oposto se a concentração interna for alta o suficiente, o que favorece a saída dos íons de potássio da célula 
O Potencial de Equilíbrio de um íon particular é usualmente designado pela notação Eion e, como mencionado, esse potencial para qualquer íon pode ser calculado usando a Equação de Nernst. Por exemplo, o Potencial de Equilíbrio para íons de potássio será o seguinte:
{\textstyle E_{eq,K^{+}}={\frac {RT}{zF}}ln{\frac {[K^{+}]_{e}}{[K^{+}]_{i}}}}
Onde:
- Eeq,K+ é o potencial de equilíbrio do potássio
- R é a constante universal dos gases perfeitos, equivalente a 8,314 joules·K−1·mol−1
- T é a temperatura absoluta
- z é o número de cargas elementares (ou valência) do íon em questão
- F é a constante de Faraday, equivalente a 96.485 coulombs·mol−1 ou J·V−1·mol−1
- [K+]e é a concentração extracelular de potássio
- [K+]i é a concentração intracelular de potássio

Um conceito importante relacionado ao Potencial de Equilíbrio é a Força Eletromotriz (FEM). Ela é definida pela diferença entre o potencial da membrana e o Potencial de Equilíbrio de um íon. A corrente iônica é, portanto, diretamente proporcional à FEM de um íon. Dessa forma, a corrente na membrana por unidade de área devido a canais permeáveis a um íon i é dada pela seguinte equação :
{\displaystyle i_{i}=g_{i}(V_{m}-E_{i})}
Onde:
- ii é a corrente na membrana por unidade de área devido a canais permeáveis a um íon i
- gi é a condutância específica desse íon por unidade de área
- Vm é o potencial da membrana
- Ei é o potencial de equilíbrio desse íon

Note que a corrente iônica será nula se a membrana for impermeável (ou seja, se não tiver canais seletivos) ao íon em questão (gi = 0) ou se a voltagem da membrana é exatamente igual ao potencial de equilíbrio do íon (Vm = Ei).

### Uso em pesquisas
Muitas das evidências que levam ao atual entendimento da transmissão em sinapses químicas foram obtidas de experimentos que examinaram a liberação de acetilcolina (ACh) na Junção Neuromuscular.. As sinapses entre os neurônios motores espinhais e as células do músculo esquelético são simples e grandes, além de localizadas perifericamente, o que as torna particularmente passíveis de análise experimental. Elas ocorrem em especializações chamadas placas terminais, o local na fibra muscular onde o axônio pré-sináptico elabora suas terminações . A corrente macroscópica resultante da abertura simultânea de diversos canais iônicos nessa placa é chamada de corrente da placa terminal, ou EPC (End Plate Current) 
As EPCs são correntes internas em potenciais mais negativos que Erev e correntes de saída em potenciais mais positivos do que Erev., como mostra a Figura 3. Isso porque, em potenciais mais negativos, o potencial está mais próximo do Potencial de Equilíbrio do K+, no qual não há fluxo líquido desse íon. Nesses valores, portanto, a influência do influxo do íon Na+ é muito maior, resultando em uma corrente (EPC) para dentro da célula. A mesma lógica se aplica a potenciais mais positivos, mas, nesse caso, por estar mais próximo do Potencial de Equilíbrio do Na+, há uma maior influência do efluxo de Na+ para essa corrente. Como a corrente que flui durante a EPC é normalmente para dentro, ela causa a despolarização do potencial de membrana pós-sináptico na placa terminal (EPP) 

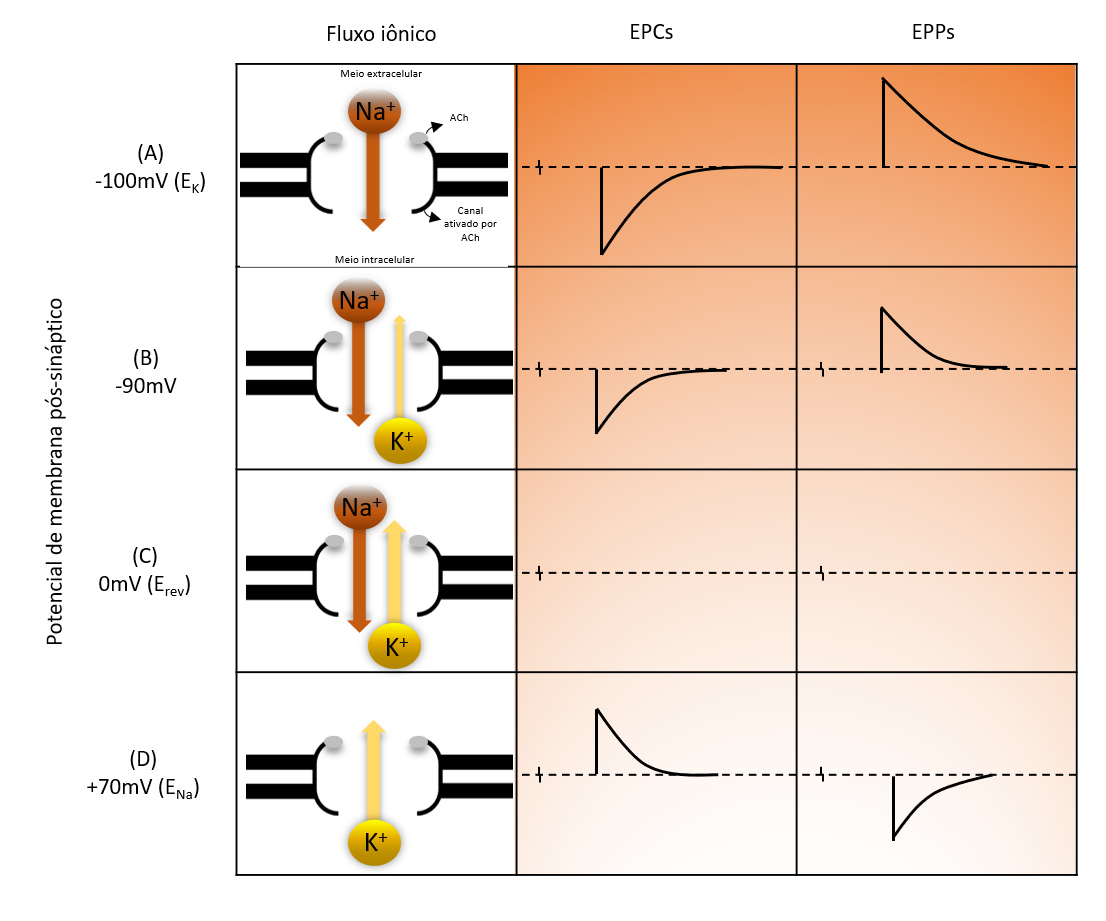
Figura 3. Movimentos de sódio (Na^{+}) e potássio (K^{+}) durante a EPCs (corrente da placa terminal, do inglês End Plate Current) e EPPs (potencial de membrana pós-sináptico na placa terminal, do inglês End Plate Potential). Quanto mais próximo do Potencial de Equilíbrio para um dos íons, menor a contribuição do fluxo desse íon para amplitude e a polaridade da EPC, e maior a contribuição do outro íon. Note que em 0mV, no potencial de reversão da EPC na junção neuromuscular, o influxo de sódio e o efluxo de potássio são equivalentes, logo não há corrente líquida com a abertura do canal pela acetilcolina (ACh) neste potencial.

Os canais ativados por ACh, portanto, não podem ser permeáveis apenas ao K+ ou ao Na+, porque o Potencial de Reversão da EPC não está próximo do equilíbrio para qualquer um deles. Quando Vm está no Potencial de Equilíbrio (Vm − Ei = 0), a identidade dos íons que fluem durante uma EPC pode ser deduzida comparando o Potencial de Reversão da EPC com o Potencial de Equilíbrio para vários íons.
O fato de EPCs reverterem a aproximadamente 0mV é, portanto, coerente com a ideia de que os canais iônicos ativados por ACh são quase igualmente permeáveis ao sódio e ao potássio.. Se isso fosse verdade, a alteração do gradiente de concentração para cada íon alteraria a magnitude e o potencial de reversão da EPC . Essa hipótese foi testada por Akira Takeuchi e Noriko Takeuchi, em 1960, alterando a concentração extracelular desses dois íons . A redução da concentração externa de Na+, que torna ENa mais negativo, produz um deslocamento negativo em Erev, ao passo que o aumento da concentração de K+ externa, o que torna EK mais positivo, faz Erev mudar para um potencial positivo . Tais resultados confirmaram que os canais iônicos ativados por ACh são de fato permeáveis tanto ao Na+ quanto ao K+ 